# Бои за Карловку
Бои за Карловку – бои за село Карловка в Донецкой области, которые шли мае-июле 2014 года.

## Хронология боёв
Примерно с середины мая 2014 года пророссийские сепаратисты начали оборону Карловки. Сепаратисты рыли окопы с ходами, докладами, минировали территории, куда были отведены украинские подразделения. Также сепаратисты частично повредили дамбу Карловского водохранилища, тем самым затопив некоторые низины так, что через них было трудно пройти.

### 23 мая
Утром возле заправки возле Карловки колонна автомобилей и маршруток, на которых двигался взвод украинского добровольческого батальона "Донбасс", попала в засаду сепаратистов ДНР. Некоторым бойцам удалось вырваться из окружения и добраться до блокпоста украинских военных возле города Красноармейск. В результате четырех часов боя почти половина бойцов взвода получили ранения различной степени тяжести, некоторые были убиты. Впоследствии Безлер заявил, что все бойцы батальона «Донбасс» были расстреляны.
В течение июня и части июля в районе Карловки продолжались бои средней интенсивности. Эти бои велись с применением ствольной и реактивной артиллерии, а также танков с обеих сторон.

### 30 июня
Украинский батальон «Донбасс» начал штурм Карловки. Эта атака была отбита, в ходе боя погибло около пятнадцати бойцов батальона «Донбасс». Сепаратисты также понесли потери.

### 6 июля
6 июля 2014 года батальон «Донбасс» начал второй штурм Карловки. Эта атака батальона «Донбасс» также оказалась неудачной, в ходе боя батальон понес большие потери.

### 7 июля
7 июля 2014 г. группа сепаратистов ДНР в составе 27 бойцов отряда Безлера и бойцов батальона «Восток» при поддержке одного танка Т-64, двух БРДМ и трех пикапов с установленными на них крупнокалиберными пулеметами атаковала блокпосты украинской армией возле сел Уманское и в Новоселовка. В результате боя были уничтожены два блокпоста, один танк, две БМП, один БТР, одна ЗУ23-2, минометная батарея. Один военнослужащий украинской армии попал в плен. В бою был ранен командир роты «Север». Несмотря на просьбу Безлера Захарченко , власти ДНР не установили свои блокпосты на месте разгромленных украинских.

### 10 июля
10 июля 2014 года наступление сепаратистов ДНР под Карловкой было остановлено частями 93-й бригады, частями батальонов "Донбасс" и "Днепр-2".

### 12 июля
12 июля 2014 года Безлер получил приказ министра обороны ДНР Игоря Стрелкова о передислокации роты «Север» из Карловки в свою зону в Горловке. За прошедшие полтора месяца обороны этого села семнадцать бойцов группы Безлера были убиты, тридцать ранены и одиннадцать взяты в плен. Начался поэтапный вывод роты «Север» в Горловку.

### 18 июля
18 июля 2014 года последние бойцы роты «Север» покинули Карловку, а сам командир «Севера» остался передать дела командованию сменившего его подразделения из группы Стрелкова. Село стали оборонять несколько взводов сепаратистов ДНР.

### 20 июля
20 июля 2014 г. в районе Карловки шли затяжные бои.

### 21 июля
Бои в районе Карловки и Нетайлово продолжались. Атаки украинской стороны не принесли особого успеха, и ВСУ начали подтягивать из окрестностей Селидово до 40 единиц бронетехники и 350 человек личного состава .

### 22-23 июля
Сепаратисты, понеся большие потери в боях, были вынуждены отступить из Карловки, Нетайлово и Первомайского. По словам Стрелкова, эти населенные пункты были оставлены под угрозой окружения и последующего уничтожения находящихся там сепаратистских сил. 23 июля 2014 года Карловка была возвращена подразделениями Вооружённых Сил Украины. Батальон «Донбасс» и несколько других воинских частей Украины приняли участие в очистке села от остатков сепаратистских сил. После отхода от Карловки и окрестностей из-за неравных сил основные боевые действия велись за взятие села Пески. Там силы танкового батальона ВСУ пытались потеснить сепаратистов внутри Донецка. В селе Первомайское ВСУ разместили четыре гаубицы Д-30 и три БМ-21. Минометными обстрелами сепаратистов из района Невельское были уничтожены две установки "Град" и половина гаубиц ВСУ. Кроме того, в течение нескольких дней после отступления в районе Карловки сепаратисты нанесли точечные удары по позициям ВСУ.
В результате отступления сепаратистов из Карловки линия противостояния подошла к Донецку.